# Stvol

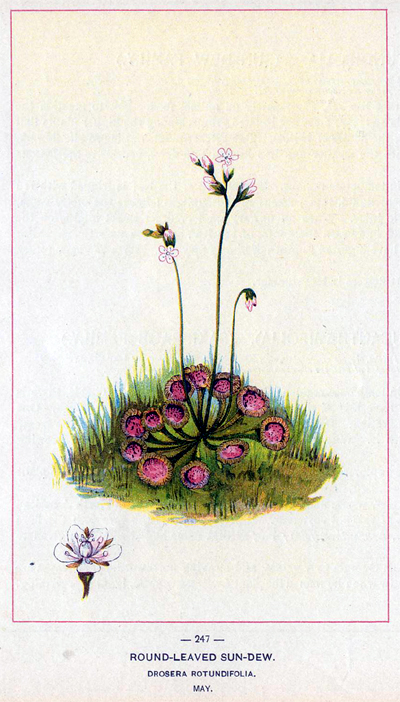
Stvol rosnatky okrouhlolisté, barevný kamenotisk (1894)

Stvol (latinsky scapus, anglicky scape) je bezlistý a nevětvený stonek některých vyšších rostlin nesoucí květ nebo květenství. Vzniká prodloužením posledního článku stonku. Naopak níže postavené články bývají velmi krátké a z jejich uzlin vyrůstá přízemní listová růžice, to je případ rostlin jako jsou pampeliška lékařská, hyacint, prvosenka jarní, vraní oko a další cévnaté rostliny.
Toto fyziologické uspořádání rostlině umožňuje vystavit květy do větší výšky, než je zbytek její zelené nadzemní části, což má pro rostlinu velký praktický význam zejména pro opylování (ať už větrem, prostřednictvím hmyzu či jinak) i následný širší rozptyl již uzrálých semen.